# تپه پایین دین کتی رمنت
تپه پایین دین کتی رمنت مربوط به هزاره اول - دوران‌های تاریخی پس از اسلام است و در شهرستان بابل، بخش مرکزی، روستای رمنت واقع شده و این اثر در تاریخ ۲۶ اردیبهشت ۱۳۵۶ با شمارهٔ ثبت ۱۴۰۲ به‌عنوان یکی از آثار ملی ایران به ثبت رسیده است.